# おさらば
「おさらば / 悲しきあこがれ」（おさらば かなしきあこがれ）は、1972年4月25日に発売されたオフコース（当時の表記はオフ・コース）通算3枚目のシングル。

## 解説
小田和正、鈴木康博、小林和行の3人編成だったジ・オフ・コースが、コーラスに吉田浩二を加えて「オフ・コース」と改称して発売した、このラインアップでの唯一のシングル曲。 
カップリング曲と共に東海林修の提供曲で、編曲も自身が担当している。東海林はオフコースをコーラスワークをアピールするヴォーカル・グループとして売り出すことをイメージして、彼の力添えで1972年5月13日にTBSで放送された『第1回東京音楽祭』に出場し同曲を歌うが、入賞できずに終わる。このとき垣間見たテレビメディアの酷悪さに驚き、以後テレビ番組へはほとんど出演せず、レコード制作とコンサート活動に専念することになる。
当時、東海林は2人の実力を高く評価していて、様々な形でオフコースを売りだそうと面倒をみた。そのひとつが東海林が音楽監督のような立場にいたNHKの若者向け番組『ステージ101』の“ワカとヒロ”の後任をオフコースがやらないかというオファーだった。番組を見学に行くと2人は歌って踊っていた。「最終的に自分達がやりたいことが出来るならどんなチャンスも生かそう」と言う鈴木に対して、楽器も持たずに踊りながら歌うことに抵抗を感じた小田はこれを拒否、最終的にこの話は実現せず、やがてオフコースと東海林との関係も終息する。
1972年5月19日、東京プリンスホテルにある“プリンス・ヴィラ”でのコンサートにてメンバーが小田、鈴木の2人となったことを宣言、以後2人組として活動を続ける。

## 収録曲

### SIDE A
1. おさらば   GETTING BACK TO LIFE  –  (3'09")
  - 作詩[注釈 2] · 作曲 · 編曲：東海林修
  - 第一回東京音楽祭入選曲[注釈 1]
  - アルバム未収録曲

### SIDE B
1. 悲しきあこがれ   MEMORIES OF A FORGOTTEN TOWN  –  (2'56")
  - 作詩[注釈 2]：山上路夫、作曲 · 編曲：東海林修
  - アルバム未収録曲

## リリース日一覧
| 地域 | タイトル                  | リリース日    | レーベル                        | 規格               | カタログ番号 | 備考 |
| ---- | ------------------------- | ------------- | ------------------------------- | ------------------ | ------------ | --- |
| 日本 | おさらば / 悲しきあこがれ | 1972年4月25日 | EXPRESS ⁄ 東芝音楽工業          | 7"シングルレコード | ETP-2647     | 両曲ともオリジナル・アルバム未収録。 |
| 日本 | おさらば / 悲しきあこがれ | 2020年6月3日  | USM JAPAN ⁄ UNIVERSAL MUSIC LLC | CD                 | UPCX-4224    | デビュー・シングル『群衆の中で / 陽はまた昇る』からラスト・シングル『夏の別れ / 逢いたい』までを収録した全36枚組CD BOX『コンプリート・シングル・コレクションCD BOX』(UPCY-9918)の中の1タイトル。発表当時のアナログ7インチ・シングルのアートワークを再現した12cm紙ジャケット仕様CD。 |